# Wiesbaden-Rheingauviertel
Rheingauviertel, Hollerborn ist ein Ortsbezirk der hessischen Landeshauptstadt Wiesbaden.
Als Wohnviertel im Südwesten der Landeshauptstadt entstand es weitgehend zwischen den Jahren 1902 und 1908 im Stil des Historismus als sogenanntes Gründerzeitviertel.

Eine typische Straße im Rheingauviertel

Wohnhaus mit Jugendstilfassade von 1907

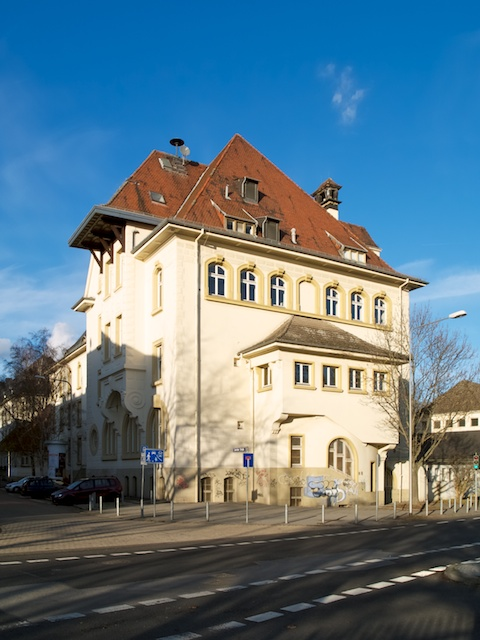
Die Heinrich-von-Kleist-Schule

Als Wiesbaden zur Zeit des Kaiserreiches und vor allem um die Jahrhundertwende 1900 seine Blütezeit als Weltkurstadt erlebte, der Kaiser alljährlich im Mai zur Kur weilte und die Stadt die meisten Millionäre Deutschlands zählte, gab es ein enormes Bevölkerungswachstum (von ca. 33.000 Einwohnern im Jahre 1870 auf ca. 109.000 Einwohner 1910). Dies machte umfangreiche Stadterweiterungen notwendig. Neben den östlichen und nördlichen ausgedehnten Villengebieten entstand vor allem eine meist viergeschossige geschlossene Wohnbebauung um die Ringstraße (Kaiser-Friedrich-Ring und Bismarckring), welche in einem Viertelkreisbogen vom südlich gelegenen Hauptbahnhof bis zum nordwestlich gelegenen Sedanplatz um das historische Zentrum der Stadt, das sogenannte Historische Fünfeck, führte. Außerhalb der Ringstraße entstand im Süden das Dichterviertel, im Nordwesten das Feldherrenviertel und dazwischen das Rheingauviertel.
Maßgebenden Anteil an seiner Gestaltung hatte der Stadtbaumeister Felix Genzmer, der von 1881 bis 1903 in Wiesbaden wirkte. Die reich geschmückten Bürgerhäuser sind überwiegend im Stil des Historismus entstanden und beherbergten zum Großteil herrschaftliche Bürgerwohnungen mit 3,50 m hohen Decken, Stuck und Flügeltüren und hatten oft riesige Ausmaße von bis zu 200 m². In späteren Jahren wurden diese Wohnungen oftmals der besseren Vermietbarkeit wegen in kleinere Einheiten aufgeteilt.
Heute wohnen im Rheingauviertel hauptsächlich Studenten und junge Familien mit gehobenem Bildungsgrad und mittlerem Einkommen.
Das Kerngebiet des Rheingauviertels wird im Norden begrenzt von der Dotzheimer Straße, im Osten vom Kaiser-Friedrich-Ring, der Teil der Ringstraße ist, im Süden von der Schiersteiner Straße und im Westen vom Lorelei- bzw. Konrad-Adenauer-Ring, wobei sich das verwaltungstechnische Rheingauviertel auch noch westlich davon erstreckt, jedoch hier modernere Bebauung aufweist. Südwestlich der Niederwaldstraße (zwischen Karlsbader Platz und Schiersteiner Straße) findet sich ebenfalls modernere Bebauung aus den 1960er Jahren. Die meisten Straßen sind als Alleen ausgebildet und haben meist kleine Vorgärten zur Straße hin.
Am westlichen Ende der Rheinstraße steht die evangelische Ringkirche mit ihrem 65 m hohem Zwillingsturm.
Eine Sehenswürdigkeit am Rande des Kerngebiets ist das Bauarbeiterdenkmal.

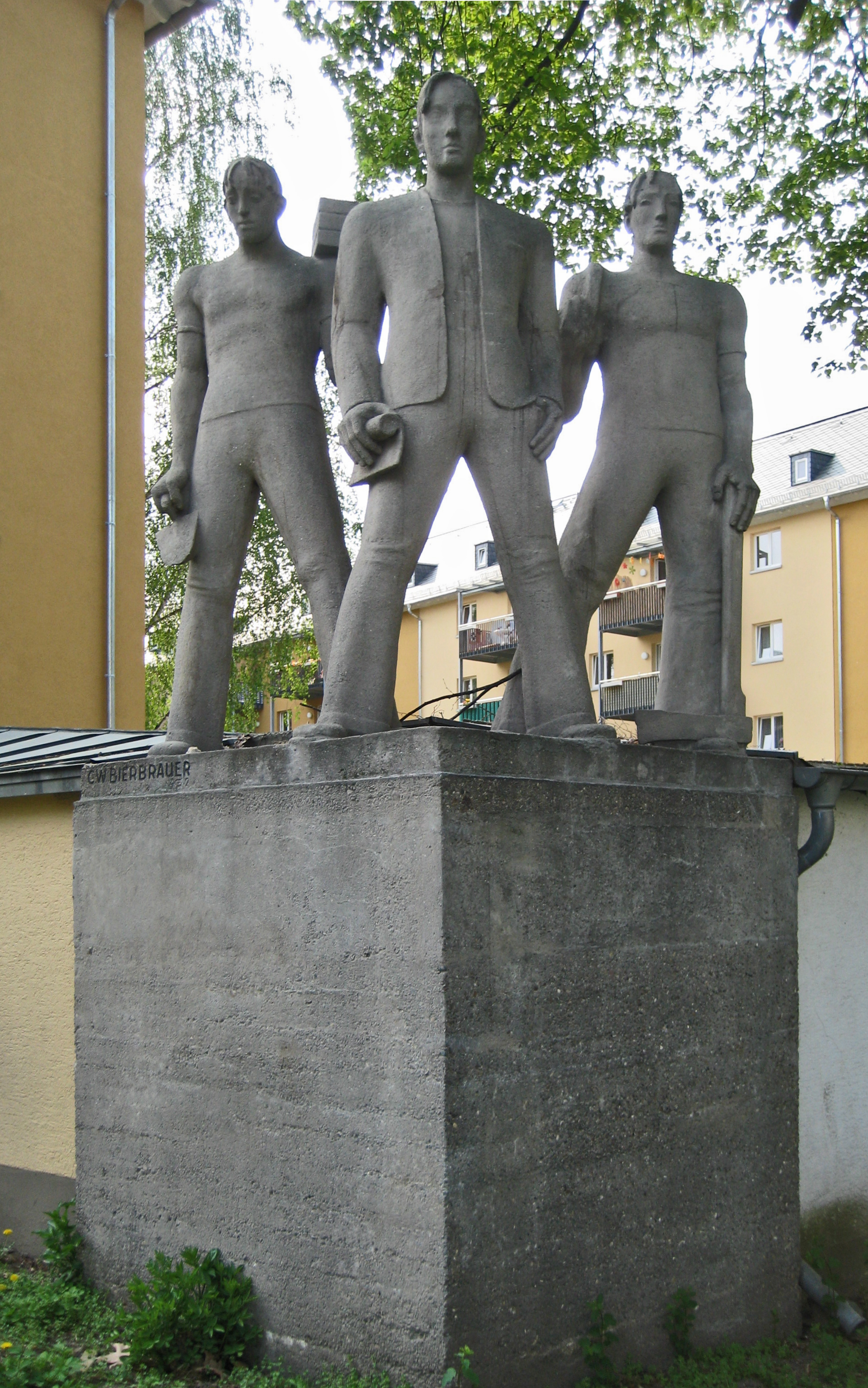
Das „Bauarbeiterdenkmal“ von Carl Wilhelm Bierbrauer am Loreleiring Ecke Oestricher Straße
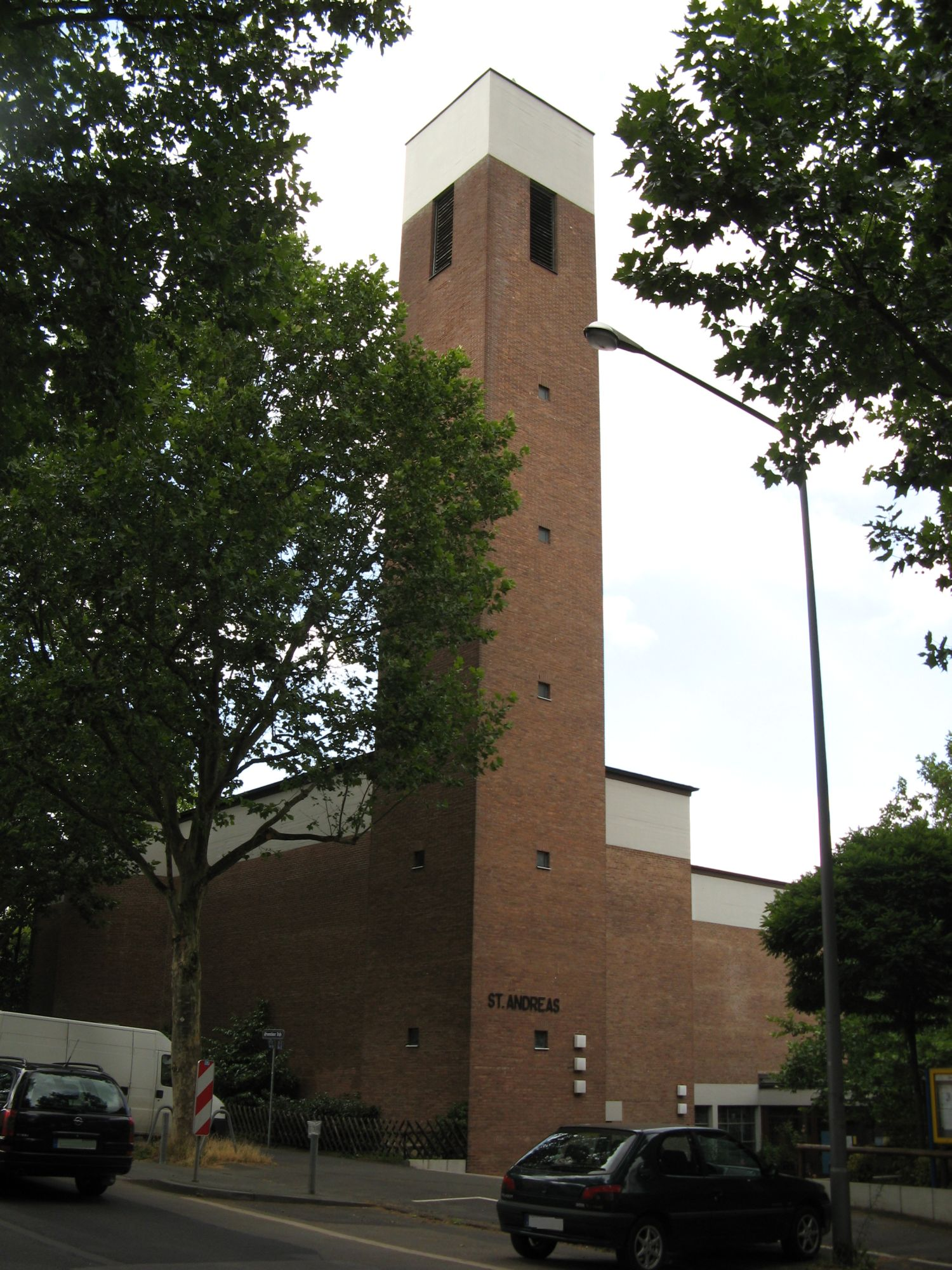
Die kath. Kirche „St. Andreas“ im Rheingauviertel
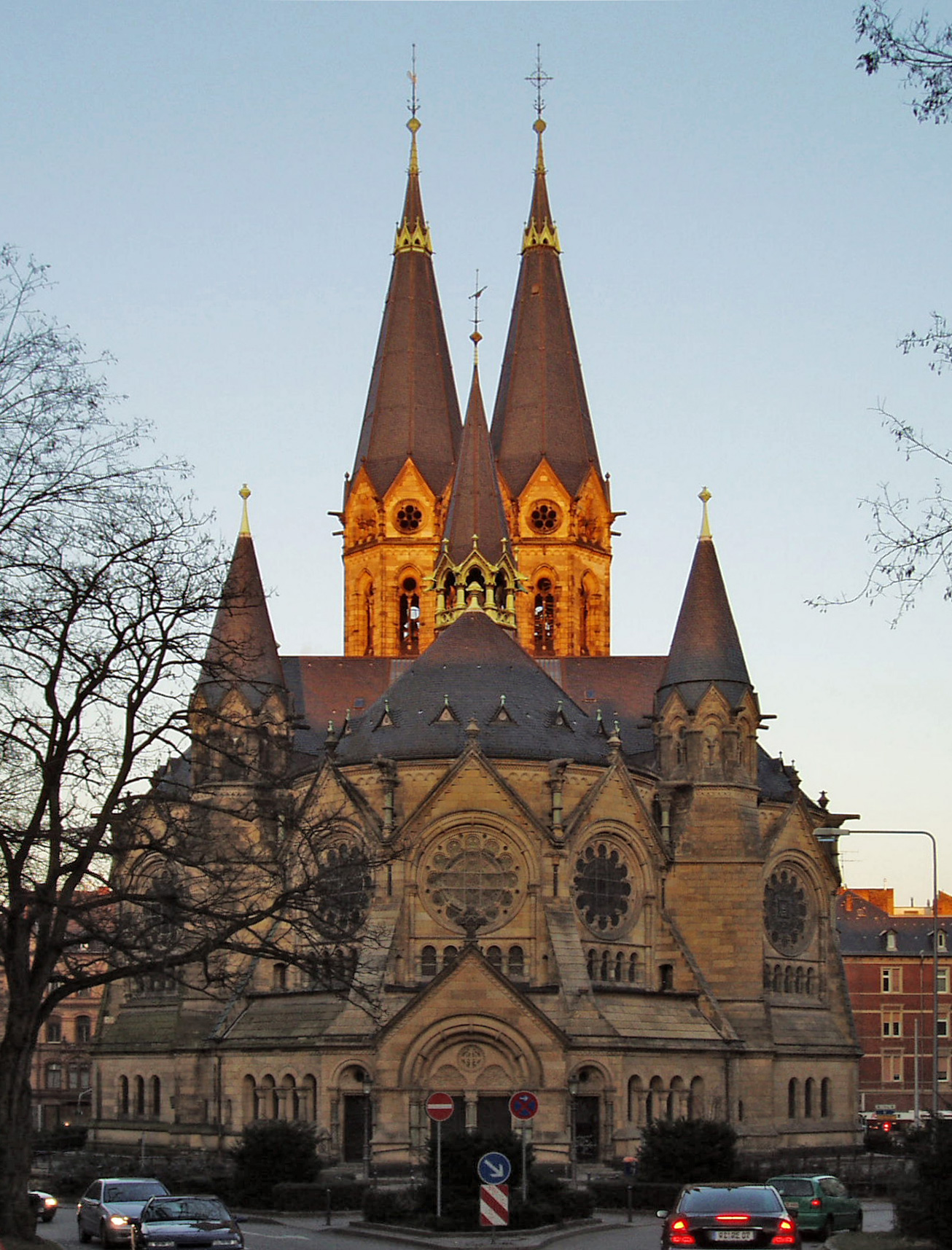
Die ev. Ringkirche bildet den nordöstlichen Abschluss des Rheingauviertels
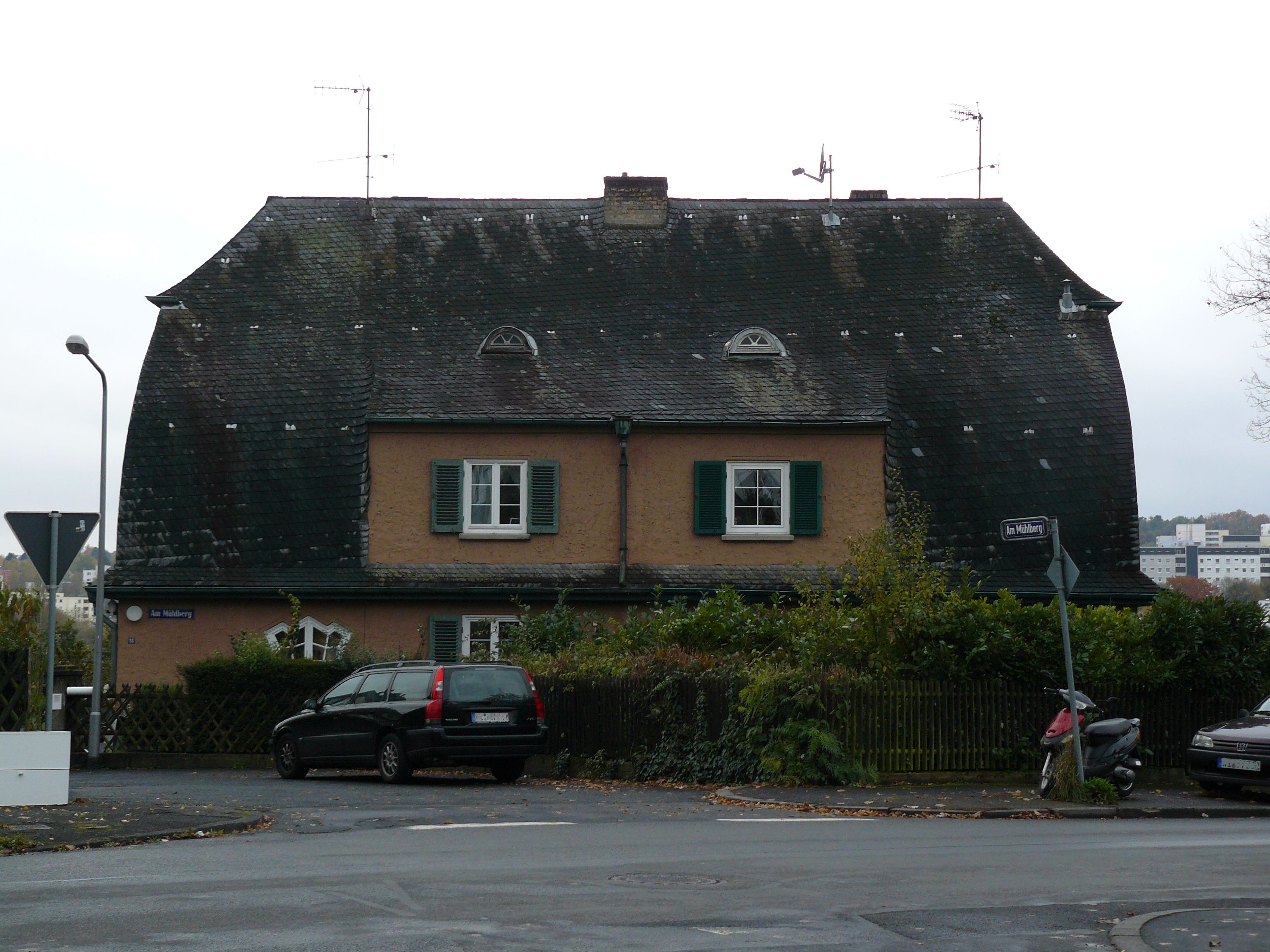
Denkmalgeschütztes Wohnhaus der Siedlung Eigene Scholle

Seinen Namen verdankt das Viertel der Namensgebung seiner Straßenzüge. Diese sind allesamt nach Orten im Rheingau benannt:
Im Kerngebiet des Viertels befinden sich:
| - Eltviller Straße - Erbacher Straße - Hallgarter Straße - Johannisberger Straße - Kiedricher Straße - Loreleiring | - Marcobrunnerstraße - Niederwaldstraße - Oestricher Straße, unterer Teil - Rauenthaler Straße - Rüdesheimer Straße - Wallufer Straße und Wallufer Platz - Winkeler Straße |

Außerhalb des Kerngebietes befinden sich:
| - Aßmannshäuser Straße - Eibinger Straße - Geisenheimer Straße - Hattenheimer Straße - Kauber Straße - Lorcher Straße | - Marienthaler Straße - Mittelheimer Straße - Oestricher Straße, oberer Teil |

Hollerborn ist ein alter Flurname und setzt sich aus den Begriffen Holler für Holunder und born für Quelle zusammen.

## Wahlergebnisse Ortsbeirat Wiesbaden-Rheingauviertel/Hollerborn
| Ortsbeiratswahl Rheingauviertel/Hollerborn 2021Wahlbeteiligung: 38,1 % 403020100 31,5 %21,0 %19,3 %11,2 %10,2 %5,2 %1,6 %n. k. % GrüneSPDCDULinkeFDPULWBIGPiratenGewinne und Verlusteim Vergleich zu 2016 %p 12 10 8 6 4 2 0 −2 −4 −6 −8−10−12+5,5 %p−10,5 %p−2,7 %p+11,2 %p+0,4 %p−3,3 %p+1,6 %p−2,2 %pGrüneSPDCDULinkeFDPULWBIGPiraten | Sitzverteilung im Ortsbeirat Rheingauviertel/Hollerborn 2021Insgesamt 15 Sitze - Linke: 2 - SPD: 3 - Grüne: 5 - ULW: 1 - CDU: 3 - FDP: 1 |

Seit 1972 wird zeitgleich, aber unabhängig davon, mit den Wahlen zur Wiesbadener Stadtverordnetenversammlung der Ortsbeirat Wiesbaden-Rheingauviertel/Hollerborn gewählt (Angaben in der Tabelle in Prozent).
|      | CDU  | SPD  | GRÜNE | FDP  | REP | Linke | Freie Wähler | ULW | Piraten | BIG | Wahlbeteiligung |
| 2021 | 19,3 | 21,0 | 31,5  | 10,2 | –   | 11,2  | –            | 5,2 | –       | 1,6 |                 |
| 2016 | 22,0 | 31,5 | 26,0  | 9,8  | –   | –     | –            | 8,5 | 2,2     |     | 39,3            |
| 2011 | 25,1 | 32,1 | 25,4  | 4,6  | 1,9 | 6,9   | –            | –   | –       |     | 37,0            |
| 2006 | 31,1 | 34,9 | 18,0  | 4,3  | 6,6 | 5,1   | –            | –   | –       |     | 32,9            |
| 2001 | 31,7 | 36,8 | 16,3  | 9,6  | 5,6 | –     | –            | –   | –       |     | 40,8            |
| 1997 | 32,5 | 41,0 | 21,9  | 4,7  | –   | –     | –            | –   | –       |     | 55,2            |
| 1993 | 28,6 | 34,7 | 18,4  | 7,8  | –   | –     | 10,5         | –   | –       |     | 60,6            |
| 1989 | 31,8 | 47,7 | 13,2  | 6,0  | –   | –     | –            | –   | –       |     | 66,3            |
| 1985 | 38,8 | 44,5 | 10,6  | 5,7  | –   | –     | –            | –   | –       |     | 61,8            |
| 1981 | 47,7 | 38,6 | 6,7   | 7,3  | –   | –     | –            | –   | –       |     | 61,3            |
| 1977 | 50,0 | 43,0 | –     | 7,0  | –   | –     | –            | –   | –       |     | 66,0            |
| 1972 | 38,7 | 52,5 | –     | 8,9  | –   | –     | –            | –   | –       |     | 71,4            |

Die Sitzverteilung im Ortsbeirat Wiesbaden-Rheingauviertel/Hollerborn sieht danach wie folgt aus (bis 1997 galt die Fünf-Prozent-Hürde):
|      | CDU | SPD | GRÜNE | FDP | REP | Linke | Freie Wähler | ULW | BIG | Gesamt |
| 2021 | 3   | 3   | 5     | 1   | –   | 2     | –            | 1   | -   | 15     |
| 2016 | 3   | 5   | 4     | 2   | –   | –     | –            | 1   |     | 15     |
| 2011 | 4   | 5   | 4     | 1   | –   | 1     | –            | –   |     | 15     |
| 2006 | 5   | 5   | 3     | –   | 1   | 1     | –            | –   |     | 15     |
| 2001 | 5   | 6   | 2     | 1   | 1   | –     | –            | –   |     | 15     |
| 1997 | 5   | 7   | 3     | –   | –   | –     | –            | –   |     | 15     |
| 1993 | 4   | 5   | 3     | 1   | –   | –     | 2            | –   |     | 15     |
| 1989 | 5   | 7   | 2     | 1   | –   | –     | –            | –   |     | 15     |
| 1985 | 6   | 7   | 1     | 1   | –   | –     | –            | –   |     | 15     |
| 1981 | 7   | 6   | 1     | 1   | –   | –     | –            | –   |     | 15     |
| 1977 | 8   | 6   | –     | 1   | –   | –     | –            | –   |     | 15     |
| 1972 | 6   | 8   | –     | 1   | –   | –     | –            | –   |     | 15     |